# Памятник Зое Космодемьянской (Донецк)

## История создание памятника в Донецке
Памятник Зое Космодемьянской установлен в 1953 году в Донецке, улица Артёма, 15 (Ворошиловский район) и во дворе многопрофильного лицея сш № 54 (ул. Артёма, 155, Киевский район).
Автор работы скульптор Сергей Алексеевич Гонтар.
Памятник представляет собой бюст Зои Космодемьянской — первой женщине-Герою Советского Союза времён Великой Отечественной войны.
На постаменте изображена Золотая звезда Героя СССР и надпись «Зоя Космодемьянская» (на украинском языке).
Сергей Алексеевич Гонтарь — донецкий скульптор. Его памятники стоят в Донецке, Макеевке, Краматорске и других городах Донбасса. К его творениям относятся памятник Памятник Г. И. Петровскому в одноимённом районе Донецка, памятник Леониду Быкову в Краматорске и другие.